# Cementerio de Vera
El Cementerio de Vera (en armenio: Վերայի գերեզմանատուն) era un cementerio armenio en el oeste de Tiflis, Georgia, ahora se utiliza como Georgiano.
El cementerio de Vera fue fundado en 1836. En 1844, la iglesia de la Santa Cruz (Surb Khach) fue construido en el interior del cementerio por el apoyo financiero de David Tamashev. Más tarde, el territorio del cementerio se amplió. Muchos famosos armenios de Tiflis fueron enterrados en el cementerio de Vera, incluyendo: el general Yeremia Artsuni, el primer alcalde de Tiflis; Harutyun Tumanyan, escritor y profesor; el terrateniente Natalia Skhhoyan, el conocido hombre de negocios, empresario y fabricante de tabaco Mikhail Bozarchyants, el lingüista, educador y armenólogo Shahan Jrpetyan, Sarkis Soghomonyan, el arquitecto Gavril Ter-Mikelov; el médico Nikoghayos Khudadyan, entre muchos otros. Además de un político español de ideología comunista José Díaz.
Desde 1920 los funerales en el cementerio fueron detenidos. 